# Rhineuridae
Famille
Les Rhineuridae sont une famille d'amphisbènes. Elle a été créée par Paulo Emilio Vanzolini en 1951.

## Répartition
Une seule espèce actuelle est connue Rhineura floridana des États-Unis.

## Liste des genres
Selon The Reptile Database (27 juil. 2011) :
- Rhineura Cope, 1861

et les genres fossiles 
- †Changlosaurus Young, 1961
- †Crythiosaurus Gilmore, 1943
- †Dyticonastis Berman 1976
- †Hadrorhineura Hembree, 2007
- †Hyporhina Baur, 1893
- †Jepsibaena Vanzolini, 1951
- †Lestophis Marsh, 1885
- †Listromycter Charig & Gans, 1990
- †Lophocranion Charig & Gans, 1990
- †Macrorhineura Macdonald 1970
- †Oligodontosaurus Gilmore, 1942
- †Omoiotyphlops Rochebrune, 1884
- †Ototriton Gilmore & Jepsen, 1945
- †Plesiorhineura Sullivan, 1985
- †Protorhineura Hembree, 2007
- †Pseudorhineura Vanzolini, 1951
- †Spathorhynchus Berman, 1973

## Publication originale
- Vanzolini, 1951 : A Systematic Arrangement of the Family Amphisbaenidae (Sauria). Herpetologica, vol. 7, n. 3, p. 113-123.